# Moderni športni karate
Moderni športni karate je stilska smer karateja, utemeljena na športno-fizikalnih zakonitostih gibanja. Leta 1968 jo je v Aachenu (Nemčija) začel razvijati slovenski športni mentor Rudolf Jakhel, njegovi učenci pa so kasneje ustanavljali šole v Nemčiji, Sloveniji, Italiji, Združenem kraljestvu, Švici, na Češkem in Novi Zelandiji. Klubi modernega športnega karateja so danes združeni v Mednarodno združenje za moderni športni karate (angleško Modern Sports Karate Associates, MSKA) s sedežem v Luksemburgu.
Rudolf Jakhel, ustanovitelj šole, se je ob ustanovitvi predmeta in poučevanju karateja na Inštitutu za telesno vzgojo Tehniške univerze v Aachenu začel poglabljati v fizikalne in športne vidike gibanja ter potez v karateju. Tako je sistem prilagodil evropski miselnosti in v repertoarju ohranil zgolj tiste sestavine, ki so namenjene neposredni uporabi v športni borbi. Tudi današnja šola modernega športnega karateja se osredotoča na športno borbo (kumite).
V Sloveniji se je poučevanje modernega športnega karateja začelo v Celju leta 1969, danes pa jedro šole predstavlja ljubljanski Univerzitetni karate klub.